# شیلا هنکاک
 شیلا هنکاک (انگلیسی: Sheila Hancock؛ زادهٔ ۲۲ فوریهٔ ۱۹۳۳) یک هنرپیشه اهل بریتانیا است. وی از سال ۱۹۵۷ میلادی تاکنون مشغول فعالیت بوده‌است.
از فیلم‌ها یا برنامه‌های تلویزیونی که وی در آن نقش داشته است، می‌توان به پسری در پیژامه راه راه و افسانه‌های واهی اشاره کرد.